# Soufyan Gnini
Soufyan Gnini (1999) is een Marokkaans-Nederlands model.
Gnini werd bekend nadat hij het elfde seizoen won van Holland's Next Top Model. Hiermee werd hij het eerste Marokkaans-Nederlandse model dat het programma won. Bij zijn winst won hij een contract bij VDM Model Management.
Ook kreeg hij een shoot op de voorkant van Elle.
Hij is te zien in een online tandpastareclame.